# Лагодов (Львовский район)
Лагодов (укр. Лагодів) — село в Перемышлянской городской общине Львовского района Львовской области Украины.
Население по переписи 2001 года составляло 758 человек. Занимает площадь 3,72 км². Почтовый индекс — 81212. Телефонный код — 3263.